# Charles César Robin
Pour les articles homonymes, voir Charles Robin.
Ne doit pas être confondu avec Charles Robin (juge).
Charles César Robin, né à Tamnay-en-Bazois le 8 janvier 1750 et mort après 1809, est un chanoine, essayiste, financier, franc-maçon et explorateur français.

## Biographie
Signant parfois ses écrits « abbé Robin», il s'ensuivit une certaine confusion avec d'autres homonymes prêtres, également littérateurs, notamment avec Claude Antoine Robin (1715-1794) et Charles Robin de la Jonchère (v. 1750-1813), qui fut libraire, et même avec le peintre, critique et franc-maçon Jean-Baptiste Claude Robin (1734-1818). 
Charles César Robin est le fils du notaire Jean César Robin, originaire d'Asnan, et de Françoise Delaveyne. Témoin des Lumières, Charles César Robin est initié à la franc-maçonnerie en 1776, date à laquelle il est reçu à la loge des Neuf Sœurs en tant qu'archiviste, puis élevé au grade d'officier. Il fait partie d'une série de clercs initiés à la franc-maçonnerie, et est un proche d'Edmond Cordier de Saint-Firmin (1730-1816), lequel fit entrer Voltaire à cette loge. Cordier et Robin animent un atelier de réflexions.
Robin fait paraître en 1779, Recherches sur les initiations anciennes et modernes (Paris, chez Valleyre). Louis Amiable établit en 1897 un lien certain entre le jeune essayiste initié et le fait qu'il soit sélectionné en 1781 pour accompagner le comte de Rochambeau aux États-Unis, en tant qu'aumônier de son corps expéditionnaire, mais surtout comme secrétaire-rapporteur et agent de liaison avec Benjamin Franklin, autre initié à cette loge ; en 1782, l'abbé Robin publie le Nouveau voyage dans l'Amérique septentrionale en l'année 1781 et campagne de l'armée de M. le Comte de Rochambeau (Paris, chez Moutard). 
Dans les Mémoires secrets, initiés par Bachaumont, il est fait mention à la date du 25 octobre 1782, de sa nomination comme aumônier du régiment du Roi (cavalerie), et organisateur d'un club d'officiers lettrés, sous les ordres du vicomte de Noailles, « auquel [l'officier] s'est particulièrement attaché » car ils étaient tous deux en Amérique ; le rédacteur de cet article mentionne bien Robin comme l'auteur des deux ouvrages cités ci-dessus.
En 1785, sous le nom de l'« abbé Robin », paraissent De l'Influence du christianisme sur le bonheur des peuples, pour servir de discours préliminaire aux Vies des grands hommes du christianisme (Paris, chez Valleyre), puis en 1787, Vies des grands hommes du christianisme et de ceux qui se sont fait connoître relativement à cette religion (Paris, s.e.), et la même année, une traduction de l'anglais de l'ouvrage de Thomas Bowen, Du traitement des insensés dans l'hôpital de Bethléem de Londres. Si le lien avec Charles-César Robin était définitivement établi, il est à ce moment-là, mentionné comme étant « chapelain du roi et secrétaire de la vénerie du comte d'Artois »,.
Au début de la Révolution française, il publie en deux tomes une Histoire de la constitution de l'empire françois, ou Histoire des États-généraux, pour servir d'introduction à notre droit public (Godefroy, 1789-1791),. Il est ensuite fort probable qu'il soit l'un des rédacteurs principaux du troisième Père Duchêne, imprimé par Anne Félicité Colombe (1791-1792). 
Au moment de la Terreur, au cours de l'hiver 1793-1794, il demeure en Lorraine. Le 31 décembre 1793, il épouse à Clermont-en-Argonne, Françoise-Christine Bernard-Valière, originaire de Bourgoin. Un fils leur naît, Théophile, né à Chennevières-sur-Marne le 25 mars 1797.
Il revient ensuite à Paris à la faveur du Directoire. En mars 1795, il se livre à une série de spéculations immobilières : d'abord sur un domaine appelé Les Rets, situé à Saint-Maur-des-Fossés, ayant appartenu à Paul Louis Auguste de Malherbe, noble émigré, pour une transaction évaluée à 86 400 livres, payés en assignats largement dévalués, sous prête-nom, mais où est mentionné son épouse. La transaction est complétée par deux nouvelles, en lien, situées à Marolles-en-Brie. Le couple revend le domaine le 18 mai 1800 à Jean-Baptiste Charles Chabroud pour 50 000 francs, somme garantie par l'État : l'affaire fut donc très profitable. 
Durant cette même période, il publie un certain nombre de petits essais polémiques sur les Biens nationaux, revenant au passage sur les malversations de Jean-François Boursault-Malherbe (juillet 1796), et proposant des solutions pour lutter contre la dévaluation des assignats, comme par exemple une « Société d’assurance d’assignats », ou des moyens pour lutter contre la famine monétaire. Il affirme par ailleurs sa position de déiste, publiant en 1798, De la religion naturelle, ou des rapports de l’homme avec la divinité (Paris, chez Lemaire). En mars 1800, on note la publication d'un article sous son nom, intitulé Des hyérogliphes [sic], dans le Journal de Paris, puis en avril, des considérations financières dans La Clef du cabinet des souverains.
Il est un partisan constant de Napoléon, bien que modéré. Durant l'automne 1802, il part pour Nantes, cherchant à embarquer pour l'Amérique. Il est accompagné de son fils Théophile. Ils arrivent à Saint-Pierre en Martinique, où l'enfant meurt le 13 mai 1803 de la fièvre jaune. Il poursuit seul son voyage, passant par Porto Rico, Saint-Domingue (arrivée le 22 juin 1803), la Jamaïque, Cuba, Pensacola, alors capitale de la Floride, et Dauphin Island. Puis il débarque à La Nouvelle-Orléans en Louisiane, qui vient d'être vendue aux États-Unis. Il semble qu'il y acheta une concession. En tous les cas, il entreprend ensuite des voyages à l'intérieur du pays qui durent plusieurs mois. Ce périple donne lieu à un ouvrage, Voyages dans l’intérieur de la Louisiane... Contenant de Nouvelles Observations sur l’Histoire Naturelle, la Géographie, les Mœurs, l’Agriculture, le Commerce, l’Industrie et les Maladies… Suivis de la Flore Louisianaise, publié en 3 volumes à Paris chez Buisson en 1807, enrichis de cartes dressées par Jean-Baptiste Poirson,.
Son épouse meurt à Bordeaux le 31 août 1806 — on ignore si elle faisait partie du périple.
En 1808, Charles César Robin et Cordier, à Paris, font partie des « réveilleurs » de la loge des Neuf Sœurs ; Robin est mentionné comme l'un des fondateurs,.
On relève des articles signés « Charles César Robin » relatifs aux insectes utiles à la fertilisation publiés sous son nom dans Le Moniteur en juillet 1809, puis l'on perd sa trace.
Mentionnons toutefois que son Voyages dans l’intérieur de la Louisiane est traduit en allemand en 1810 et 1811 et publié avec des gravures (Vienne, B. Ph. Bauer), et pour partie en anglais en 1817 (New York, Wiley) par Constantin Rafinesque, qui dans sa préface, rend hommage au travail pionnier botaniste de Robin, et à sa méthode inspirée de Jussieu.